# Andros Town
Andros Town é uma cidade das Bahamas, sendo a oitava maior do país e capital de Andros (Bahamas).